# Golfe San Matías
Le golfe San Matías ou golfe de San Matías est une vaste échancrure de la côte de Patagonie, en Argentine, face à l'Atlantique sud. Situé dans la province de Río Negro, il est également entouré par la province de Chubut et la péninsule Valdés au sud. Il s'agit de « l'un des plus vastes golfes de la région patagoniennes ».
Le 24 février 1520, la flotte de Fernand de Magellan s’approche d’un immense golfe, le golfe de San Matias. Tiré du livre de Stefan Zweig, « Magellan ».